# Weishandao
Weishandao (kinesiska: 微山岛镇, 微山岛) är en köping i Kina. Den ligger i provinsen Shandong, i den östra delen av landet, omkring 220 kilometer söder om provinshuvudstaden Jinan. Weishandao ligger vid sjön Weishan Hu.
Genomsnittlig årsnederbörd är 1 224 millimeter. Den regnigaste månaden är juli, med i genomsnitt 241 mm nederbörd, och den torraste är januari, med 11 mm nederbörd.